# Kim Dae-Geun
Kim Dae-Geun es un deportista surcoreano que compitió en judo. Ganó una medalla de plata en el Campeonato Asiático de Judo de 1970, en la categoría de –70 kg.

## Palmarés internacional
| Campeonato Asiático | Campeonato Asiático | Campeonato Asiático | Campeonato Asiático |
| Año                 | Lugar               | Medalla             | Categoría           |
| ------------------- | ------------------- | ------------------- | ------------------- |
| 1970                | Kaohsiung (Taiwán)  | Medalla de plata    | –70 kg              |